# Siersleben
Siersleben ist ein Ortsteil der Stadt Gerbstedt im Landkreis Mansfeld-Südharz rund neun Kilometer nördlich der Lutherstadt Eisleben und etwa fünf Kilometer südlich von Hettstedt. Siersleben wird auch, zusammen mit Thondorf, Hübitz und Augsdorf, als die Griftdörfer, bzw. als Dörfer am Griftbach bezeichnet.

## Geografie

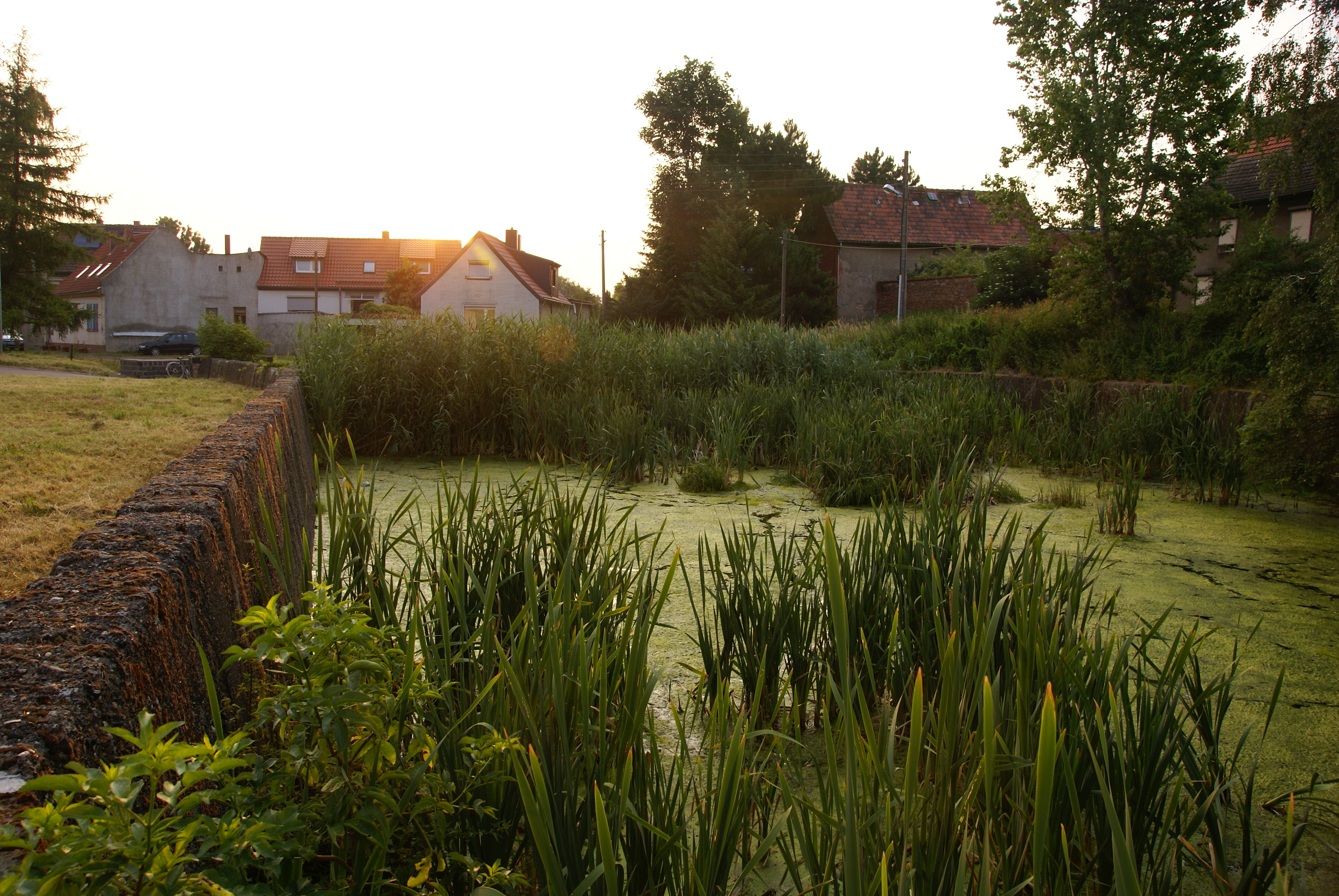
Der Teich in der Teichstraße

Siersleben liegt 209 m über dem Meeresspiegel inmitten der Mansfelder Platte, einer ebenen Landschaft, die im Süden zur Eislebener Senke hin abfällt. Im Osten wird sie vom Saaletal begrenzt sowie im Nordwesten vom Tal der Wipper. Weiter nordwestlich steigt das Gelände zum Östlichen Harzvorland an.
Die Landschaft um Siersleben dominieren neben den großen Bergbauhalden Thälmann und Brosowski hauptsächlich Raps- und Getreidefelder. Außerdem gibt es kleinere Wäldchen wie das Welfesholz im Norden und den Regenbeck an der Grenze zu Hettstedt im Nordwesten. Bei guter Sicht kann man im Osten den Petersberg erkennen. Der höchstgelegene Ort der Landschaft um Siersleben ist der westlich von Thondorf gelegene, 240 m hohe Sickberg, der jedoch kaum merklich ist. Nördlich der Ortschaft bildete der ab 1826 ausgetrocknete Sohlbach den Kreuzgrund. Einer der Quellbäche dieses Gewässers entsprang unmittelbar am Nordrand von Siersleben. Aus der einen Kilometer westlich gelegenen Ortslage Thondorf fließt dagegen bei Starkregenereignissen der für gewöhnlich auch ausgetrocknete Wickengraben zu. Seine Mündung in den Dorfteich Siersleben wurde überbaut und verrohrt. In dem schilfbewachsenen, aktuell verlandenden Dorfteich in der Dorfmitte von Siersleben leben verschiedene Froscharten und Enten; Anwohner wollen außerdem Bisamratten gesehen haben. Der Teich wird vom Rüsterbach entwässert, der nach Augsdorf im Osten abfließt.

### Landschaftliche Besonderheiten
- Am Siersleber Dorfteich wächst die Mauerraute.
- Östlich der Straße nach Welfesholz im Kreuzgrund befindet sich das Dampfloch, in dem archaeologische Funde gemacht wurden.
- In der Landschaft zwischen Siersleben und Gerbstedt sind mehrere Wüstungen zu finden, z. B. Nienstedt oder Dankendorf.

### Ortschaftsgliederung
Zur Gerbstedter Ortschaft Siersleben gehören die beiden Dörfer Siersleben und Thondorf sowie der Wohnplatz Bahnhof Siersleben.

## Geschichte
Der Ursprung des Ortes geht wahrscheinlich zurück auf eine Siedlung der jungen Bronzezeit. Als ältester Fund allerdings gelten eine mittelneolithische Tontrommel in der Flur Apfelborn sowie viele Grabfunde in unmittelbarer Nähe des heutigen Ortes.
Erste Funde in der Ortslage (450 m südöstlich der Kirche) ließen sich aber erst auf etwa 650 n. Chr. datieren, wobei es sich um in Nord-Süd- und Ost-West-Richtung ausgerichtete Gräber handelte.
Neben weiteren Siedlungen übergab König Otto III. am 6. Januar 992 den Ort Sigerslevo an die Reichsabtei zu Quedlinburg, mit der Maßgabe, die Erträge der Stiftskirche Walbeck (bzw. dem Kloster) zufließen zu lassen.
Dieses gründete in Siersleben einen Klosterhof, welcher im Zuge der Reformation säkularisiert wurde. Als Vorwerk der Grafen von Mansfeld-Vorderort und nach weiteren mehrfachen Besitzerwechseln gelangte das spätere Gut schließlich in die Hände Wilhelm von Humboldts. Dieser hatte im benachbarten Altdorf (heute Stadtteil von Hettstedt) einen Sommerwohnsitz (das Humboldtschlößchen; heute Sitz des Mansfeld-Museums). Es ist anzunehmen, dass Siersleben zum Zeitpunkt der ersten urkundlichen Erwähnung schon 600 Jahre bestand.
Der älteste Kern Sierslebens (um 300 n. Chr.) liegt nördlich der Andreaskirche, entlang des Ristebaches, der heutigen Teichstraße. Er hatte die Form eines Rundlings, in der Mitte wurde an der Quelle des Risterbaches ein Teich, der noch heute besteht, angelegt. Das Dorf war großzügig angelegt, Gemeindeflächen wie Kuhweiden wurden schon sehr früh miteinbezogen. Das damalige Straßennetz bestand aus einem von Osten her kommenden Weg, der um den Dorfteich führte und den Ort dann wieder in Richtung Osten verließ.
Erste Erweiterungen erfolgten nördlich des Rundlings, es wurde eine sackförmige Siedlung entlang eines neuen Angers angelegt. Dann wurde ein Anger westlich des Ortes an der heutigen Schulstraße angelegt, hier wurden früher mehrere Gärten, die bis ins 19. Jahrhundert bestanden, bewirtschaftet. Später erfolgte eine weitere Erweiterung des Ortes, der Pfingstanger (heute Augsdorfer Straße) südlich des Ortes wurde angelegt. Hier wurde dann ein Rittergut (der spätere Klosterhof) errichtet.
Aufgrund der Abteufung der Kupferschieferschächte Glückhilf und Niewandt entstanden Ende des 19. Jahrhunderts neue Siedlungshäuser zwischen der Straße und dem Fußweg nach Thondorf einerseits und zwischen den Straßen nach Hettstedt und Welfesholz andererseits.
Der Zweite Weltkrieg endete für Siersleben unblutig, am 13. April 1945 wurde es, 132 Jahre nach dem letzten Mal, von fremden Truppen besetzt. Der Ort war von amerikanischen Panzern von Westen und Süden umstellt worden, da die Amerikaner vermuteten, auf eine starke Verteidigung zu treffen. Auch der Luftraum war zuvor von Jägern der United States Air Force gesichert worden. Gegen 10 Uhr Vormittag tauchte ein Jeep mit zwei amerikanischen Offizieren aus Richtung Eisleben auf. Nachdem sie mit zwei Schüssen eine Fensterscheibe zerschossen hatten, gingen sie in den Gasthof Fleischhauer und tranken ein Bier. Dann fuhren sie wieder nach Eisleben ab. Gegen ein Uhr Nachmittags rückten aus zwei Richtungen, von Thondorf und von Eisleben her, motorisierte Truppen und Panzer ein, die von der Bevölkerung beobachtet wurden, aber auch gleich weiterzogen. Die Truppen aus Thondorf zogen nach Sandersleben und die aus Eisleben nach Heiligenthal und Gerbstedt weiter. Es gab keine Ausschreitungen im Dorf zwischen den Soldaten und der Bevölkerung.
Siersleben war bis 1945 Gemeinde im Mansfelder Gebirgskreis und ging dann 1949 an den Kreis Eisleben. Am 1. Juli 1950 wurde die bis dahin selbstständige Gemeinde Thondorf eingemeindet. Um 1994 kam Siersleben in die Verwaltungsgemeinschaft Mansfelder Platte des neu gegründeten Landkreis Mansfelder Land. 2005 wurde diese dann aufgelöst, Siersleben kam nun an die Verwaltungsgemeinschaft Gerbstedt. 2007 fusionierten der Landkreis Mansfelder Land und der Landkreis Sangerhausen zum Landkreis Mansfeld-Südharz. Am 1. Januar 2010 schlossen sich die Gemeinden Siersleben, Augsdorf, Friedeburgerhütte, Hübitz, Ihlewitz, Rottelsdorf, Welfesholz und Zabenstedt mit der Stadt Gerbstedt zur neuen Stadt Gerbstedt zusammen. Die Verwaltungsgemeinschaft Gerbstedt, zu der Siersleben gehörte, wurde aufgelöst.
Nach Eingemeindung der bisher selbstständigen Gemeinde Siersleben wurden Siersleben und Thondorf jeweils Ortsteil der Stadt Gerbstedt und damit wurde auch für diese Ortsteile die Ortschaftsverfassung nach den §§ 86 ff. der Gemeindeordnung Sachsen-Anhalt eingeführt. Weiterhin wurden nach der Eingemeindung einige Straßen umbenannt und dabei diese teils zusammengefasst.

### Name
Das Suffix -leben legt nahe, dass es sich um eine altthüringische Siedlung handelt.
Als Vorläufer des Namens Siersleben selbst entstand im frühen Mittelalter die Bezeichnung Sigihersleiba (Wohnstätte des Sigiher), am 6. Januar 992 erwähnte König Otto III. den Ort als Sigerslevo.
Die These, der Name stamme aus der Zeit der Schlacht am Welfesholz 1115 und bedeute „Sieh, hier's leben!“, ist falsch.

### Einwohnerentwicklung
Die Einwohnerzahl Sierslebens nahm während der Blüte der Bergbauindustrie im Mansfelder Land stark zu. Nach dem Niedergang der Gruben in den 1960er-Jahren setzte ein lange anhaltender und starker Bevölkerungsschwund ein.
| Jahr | Einwohner |
| ---- | --------- |
| 1649 | ca. 100   |
| 1718 | 200       |
| 1780 | 200       |
| 1784 | 300       |
| 1864 | 533       |
| 1870 | 832       |
| 1880 | 838       |

| Jahr | Einwohner |
| ---- | --------- |
| 1890 | 1961      |
| 1910 | 2220      |
| 1919 | 2136      |
| 1925 | 2063      |
| 1933 | 2081      |
| 1939 | 2007      |
| 1945 | 2250      |

| Jahr | Einwohner |
| ---- | --------- |
| 1955 | 3650      |
| 1958 | 3881      |
| 1959 | 4114      |
| 1962 | 3550      |
| 1964 | 3230      |
| 1974 | 2955      |
| 1989 | 2087      |

| Jahr      | Einwohner |
| --------- | --------- |
| 1990      | 2039      |
| 2000      | 1709      |
| 2002      | 1689      |
| 2004      | 1608      |
| 2006      | 1554      |
| Jun. 2008 | 1505      |
| Dez. 2008 | 1472      |

Quelle: Festschrift zum 1000-jährigen Bestehen Sierslebens von Klaus Foth.

## Wirtschaft und Infrastruktur

### Gewerbegebiete
Siersleben teilt mit den anderen Griftdörfern Hübitz, Augsdorf und Thondorf das Gewerbegebiet Apfelborn. Es befindet sich südlich des Dorfes.

### Verkehr

#### Straßenverkehr

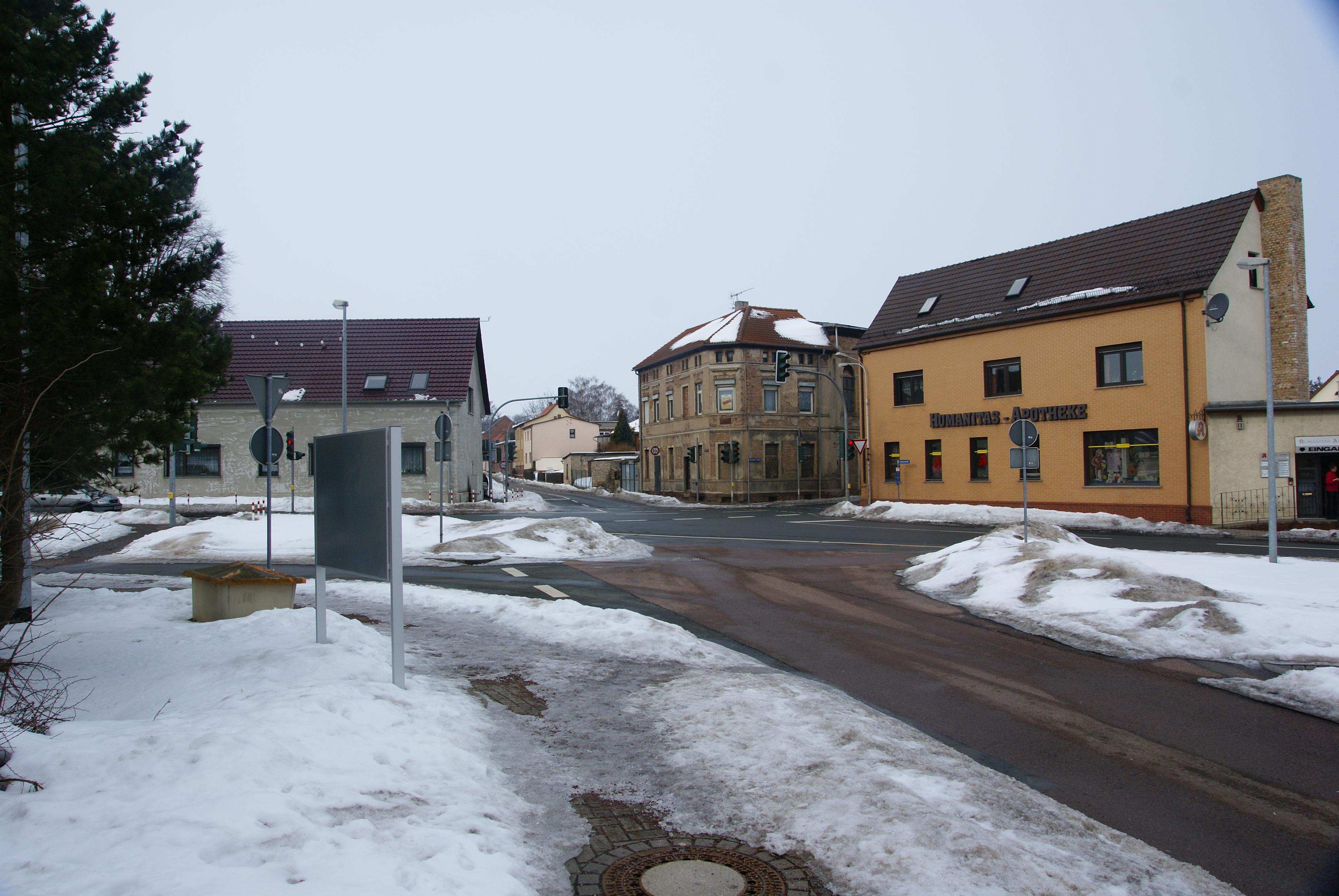
Die wichtigste Straßenkreuzung Sierslebens

An der in der Mitte des Dorfes gelegenen Straßenkreuzung (Knotenpunkt 048) treffen sich verschiedene regionale Straßen. Es durchqueren die aus Richtung Eisleben kommende und in Richtung Sandersleben führende Landesstraße 72 und die aus Klostermansfeld kommende Kreisstraße 2321, welche sich bis zum Knotenpunkt 019 östlich des Dorfes die Streckenführung mit der L72 teilt und dann in Helmsdorf in die Landesstraße 151 mündet, die Kreuzung und den Ort.
Auch die Gemeindestraße in das nordwestlich gelegene Hettstedt beginnt ihre Streckenführung an der Kreuzung. Bis zum 31. Juli 2009 führte auch die Bundesstraße 180 über die Kreuzung und durch den Ort. Durch die Freigabe der neuen Ortsumfahrung Hettstedt wurde diese jedoch auf eine neue Trasse weiter im Westen verlegt und die B180 zur L72 herabgestuft.
Vom Ort führen außerdem kleinere Straßen nach Hübitz, Augsdorf und Thondorf. Weiterhin existiert ein Radweg zwischen Siersleben und seinem Ortsteil Thondorf, welcher parallel zum versiegten Bach Wickengraben verläuft. Zuletzt verbindet ein Netz aus kleineren Feldwegen und Pisten die Siersleben mit den umgebenden Dörfern.
Autobahnanschlussstellen in der Umgebung sind Plötzkau an der Bundesautobahn 14 im Nordosten und Lutherstadt Eisleben an der Bundesautobahn 38 im Süden.

#### Geplante Ortsumfahrung
Aufgrund des in den letzten Jahren gestiegenen Durchgangsverkehrs in Siersleben wurde bereits im Jahre 2004 eine Ortsumfahrung des Ortes als Vordringlicher Bedarf in den Landesverkehrswegeplan aufgenommen. Durch Siersleben fließt dabei der Verkehr zwischen den Bundesautobahnen 71 und 38 im Südwesten und der Bundesautobahn 14 im Nordosten, darunter ca. 20 % Schwerlastverkehr. Eine Bürgerinitiative setzt sich seit Jahren für eine solche Umfahrung ein. Das Land Sachsen-Anhalt konnte im Januar 2020 die Vorentwurfsplanung einer Ortsumfahrung östlich um Siersleben herum zwischen der Ortslage und Hübitz sowie Augsdorf abschließen.

#### Öffentlicher Personennahverkehr

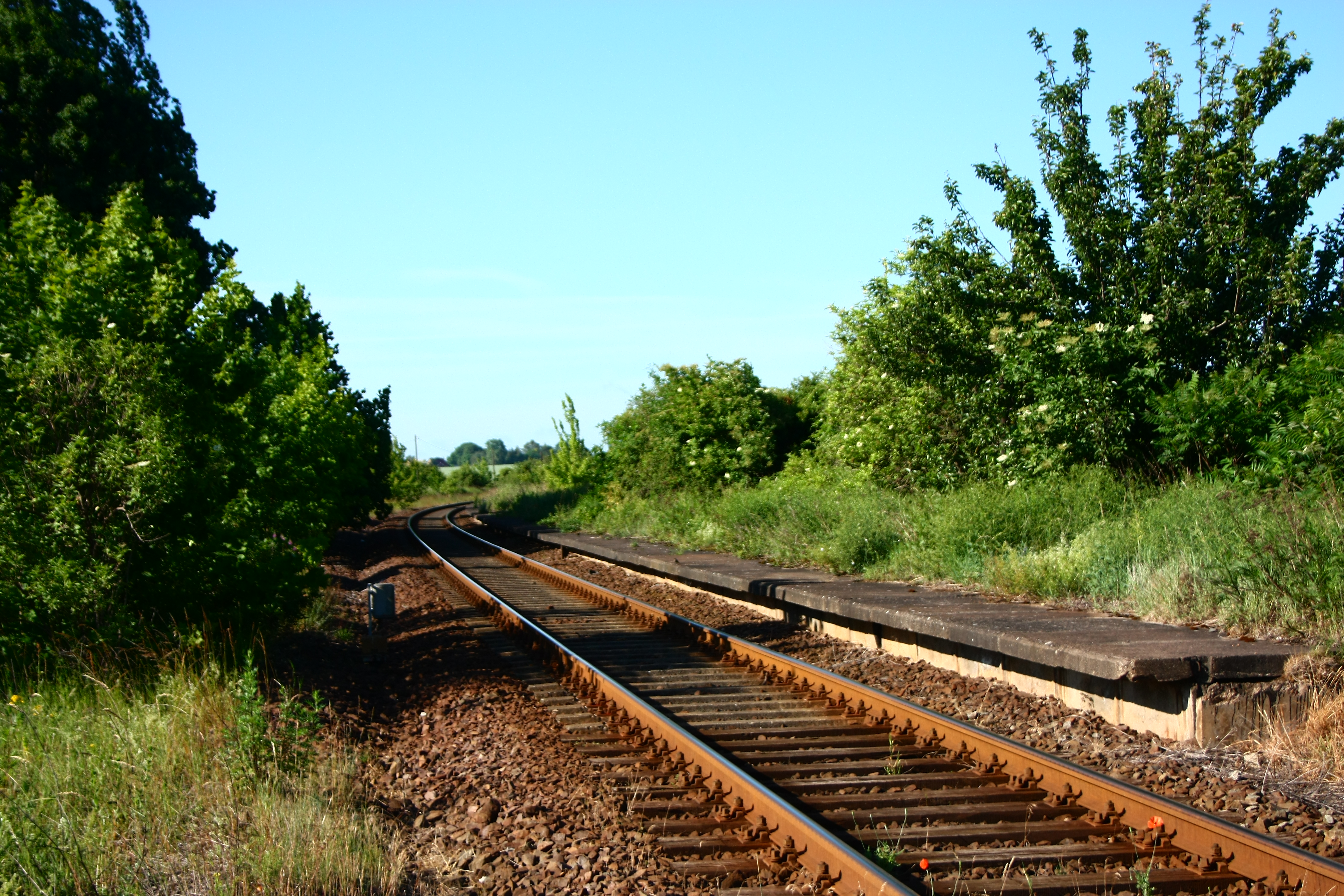
Bahnsteige am alten Haltepunkt Sierslebens an der Kanonenbahn (mittlerweile abgerissen)

Am 1 km nördlich der Ortsmitte gelegenen Haltepunkt Siersleben an der Bahnstrecke Berlin–Blankenheim (sog. Kanonenbahn) halten keine Züge mehr. Die nächsten Bahnhöfe der Deutschen Bahn (DB) sind Klostermansfeld und Hettstedt, von denen aus stündlich Züge in Richtung Magdeburg und Erfurt abfahren. Die Mansfelder Bergwerksbahn unterhält einen Haltepunkt in Siersleben.
Es gibt in Siersleben drei Bushaltestellen der Verkehrsgesellschaft Südharz mbH mit Verbindungen nach Hettstedt, Aschersleben und Lutherstadt Eisleben: Am ehemaligen Bahnhaltepunkt der Kanonenbahn, in der Dorfmitte sowie am Übergang zum Gewerbegebiet Apfelborn.

### Bildung
Die Grundschule Siersleben befand sich neben der evangelischen Kirche an der Augsdorfer Straße. Das alte Schulgebäude hat vier Etagen plus Keller. Das Grundstück ist in einen großen Schulhof mit Spielgeräten und den Schulgarten unterteilt. Beide nehmen es zu gleichen Teilen ein. Eine Turnhalle befindet sich 100 Meter entfernt. Auf Grund einer immer wieder nur knapp erreichten, vom Land vorgegebenen Mindestschülerzahl war die Schule seit Jahren wiederkehrend von einer Schließung bedroht.
Zuletzt wurde die Schule nur noch von Schülern der Klassen 2 bis 4 besucht. Die Stadt Gerbstedt als Schulträger gab 2020 den kommunal betriebenen Standort auf. (Schulstreit von Gerbstedt)
Im Oktober 2020 hat sich daraufhin der „Freie Schule Siersleben e. V.“ gegründet. Er verfolgte das Ziel, die „Bewegte Schule Siersleben“ als private Grundschule zu gründen und ab dem Schuljahr 2021/22 zu betreiben. Das Ziel wurde nicht erreicht.
Neben der Grundschule befand sich bis Anfang der 2000er-Jahre die Sekundarschule von Siersleben. Aufgrund von Schülermangel wurde diese noch vor der Grundschule geschlossen und die verbleibenden Schüler in die Sekundarschulen der Umgebung umgeschult.

### Sportanlagen

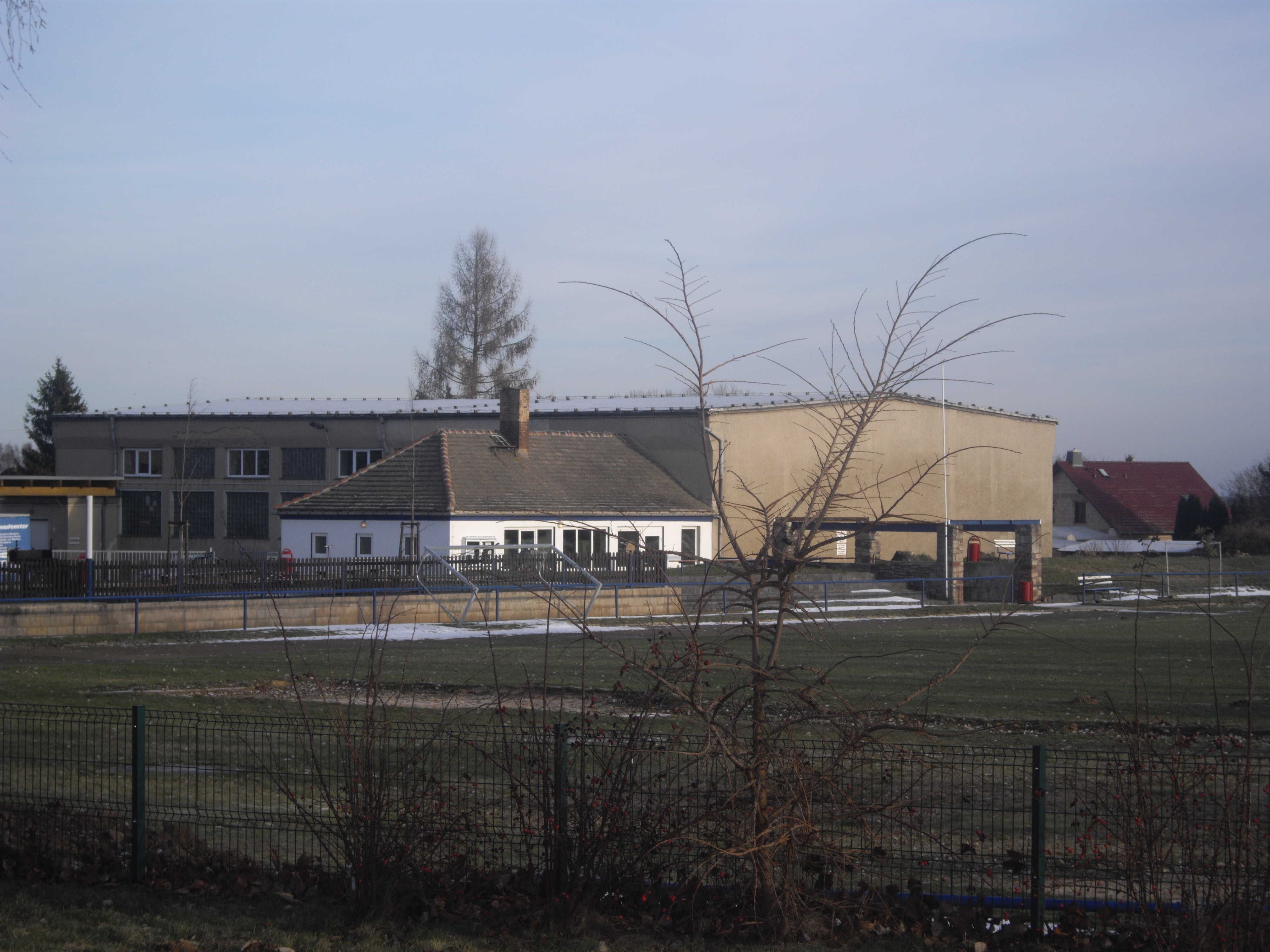
Die Sporthalle von Siersleben, im weißen Häuschen davor befinden sich die Umkleideräume.

Am südöstlichen Dorfrand existiert der Sportplatz des Dorfes. Er ist aufgebaut aus einem Fußballfeld, das von einer 400 m langen Laufbahn umrandet wird. Nördlich davon befindet sich eine kleinere Tribüne und westlich davon ein paar kleine Übungsplätze. Das gesamte Gelände ist von großen Pappeln gesäumt, einige davon wurden auf Grund von Morschheit gefällt. Siersleben hatte noch einen älteren, kleineren Sportplatz, dieser befand sich am östlichen Ortsrand und wird heute als Kuhweide genutzt. Die alte Kegelbahn in der Teichstraße ist auch nicht mehr zu erkennen, das Grundstück wird heute als Garten genutzt.

## Religionen

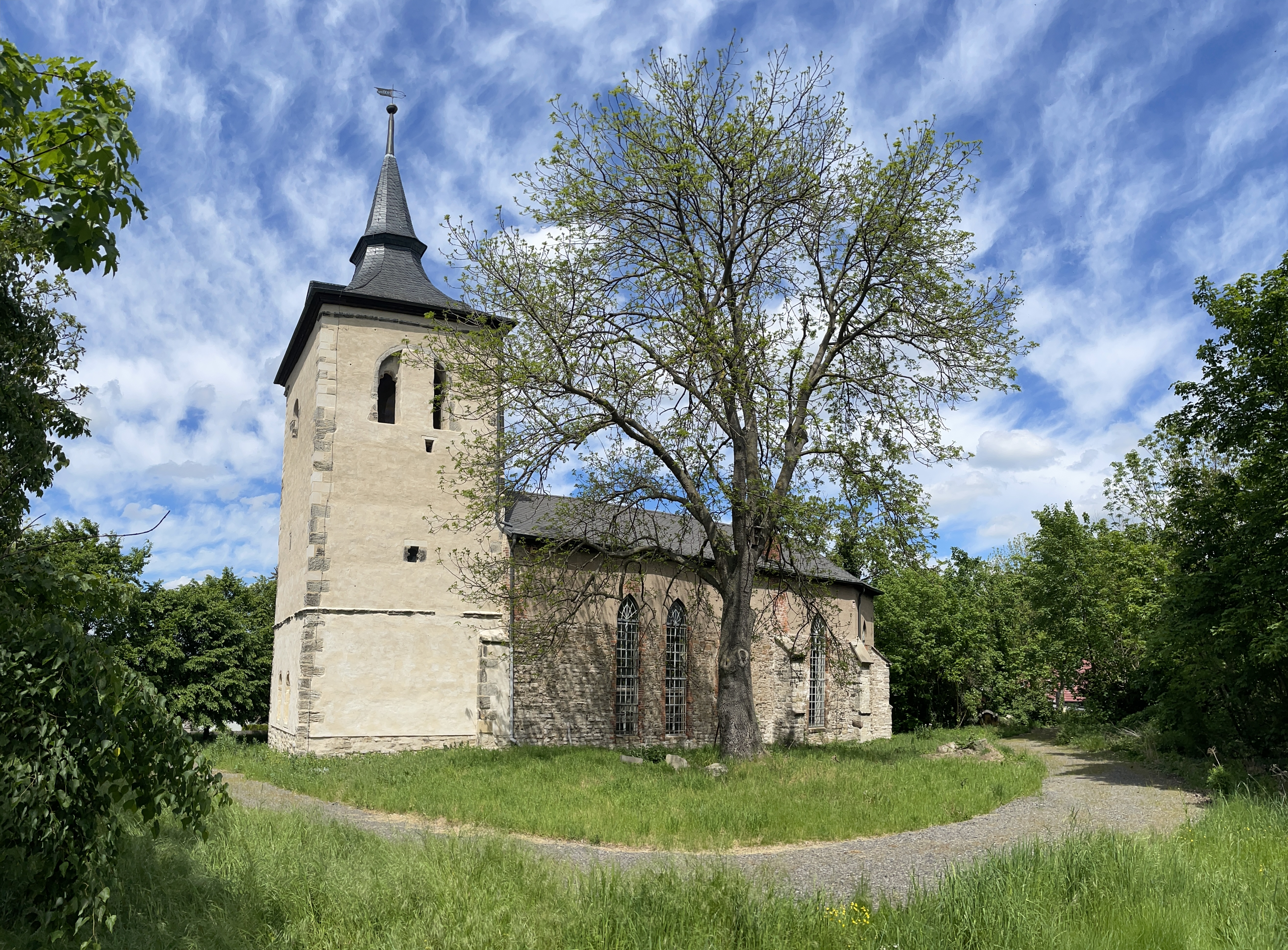
St.-Andreas-Kirche

Die St.-Andreas-Kirche sowie das Pfarrhaus in der Teichstraße gehören zum Kirchenkreis Eisleben-Sömmerda der Evangelischen Kirche in Mitteldeutschland.

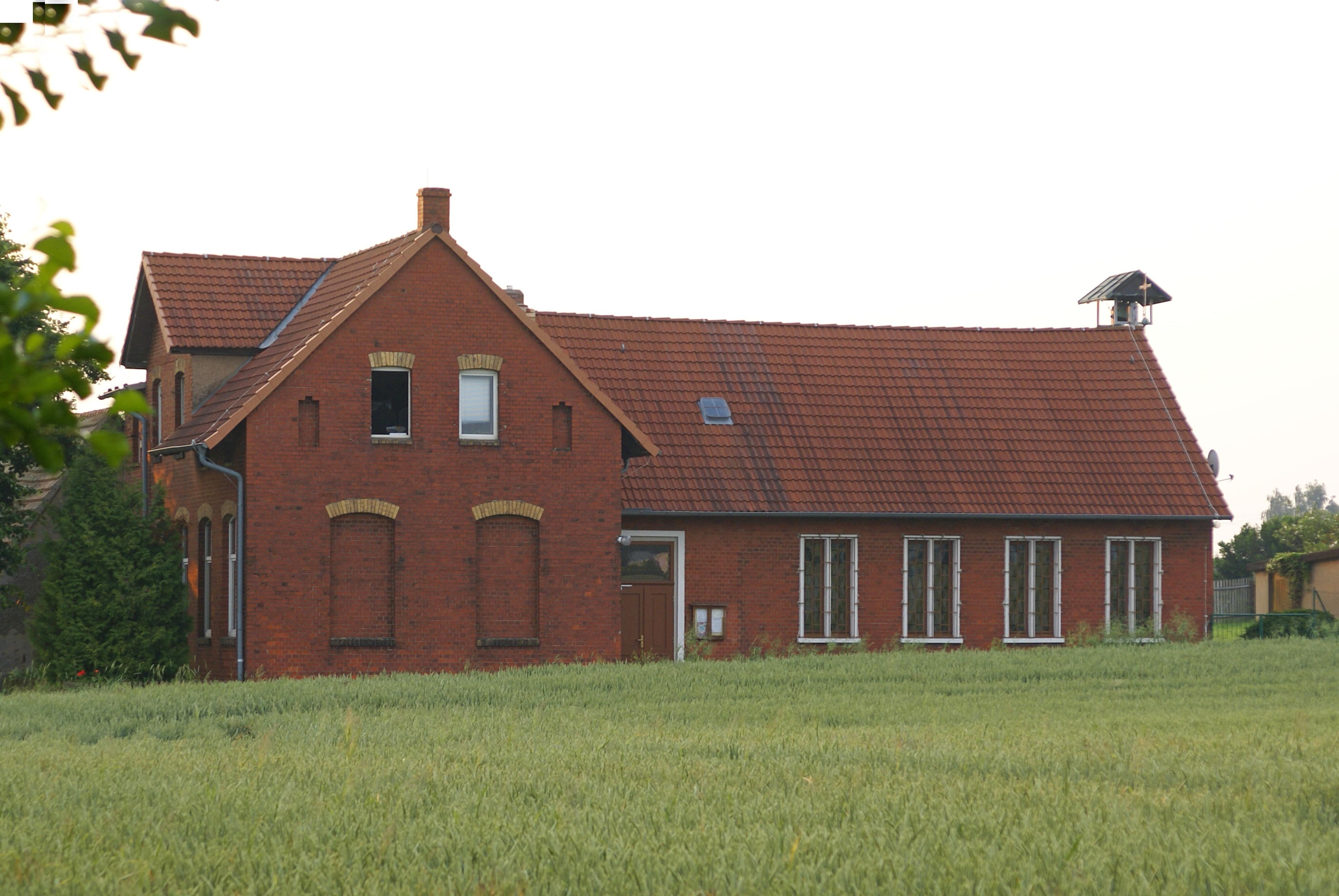
St.-Bonifatius-Kirche (2011)

Durch den Bergbau ließen sich von Mitte des 19. Jahrhunderts an wieder Katholiken im seit der Reformation protestantischen Siersleben nieder. Mitte 1899 kaufte die katholische Kirchengemeinde Burgörner von der Mansfelder Kupferschieferbauenden Gewerkschaft ein Grundstück an, auf dem im September 1899 der Bau eines Missionshauses begann. Das im Sommer 1900 fertiggestellte Gebäude verfügte über zwei Klassenräume und eine Wohnung, in einem Klassenraum fanden auch katholische Gottesdienste statt. Durch die Flucht und Vertreibung Deutscher aus Mittel- und Osteuropa 1945–1950 nach dem Zweiten Weltkrieg vergrößerte sich die Zahl der bisher zur Kirchengemeinde Hettstedt gehörenden Katholiken in Siersleben so stark, dass es 1947 zur Gründung einer katholischen Kirchengemeinde in Siersleben kam und Siersleben erstmals einen ortsansässigen Seelsorger erhielt. Die Kirchengemeinde Siersleben wurde zur Kuratie erhoben, 1960/61 die St.-Bonifatius-Kirche erneuert und 1977 der Dachboden über der Kirche ausgebaut. Ab 2007 gehörte die am Westrand des Dorfes gelegene St.-Bonifatius-Kirche zum Gemeindeverbund Hettstedt – Gerbstedt – Helbra – Klostermansfeld – Siersleben, auch Gemeindeverbund Mansfelder Land genannt. Aus dem Gemeindeverbund entstand 2010 die Pfarrei St. Georg mit Sitz in Hettstedt, die Kuratie Siersleben wurde in diesem Zusammenhang aufgelöst. Am 20. Januar 2014 erfolgte die Profanierung der Kirche, die nächstliegende katholische Kirche ist heute die St.-Josephs-Kirche in Klostermansfeld.

## Kultur und Sehenswürdigkeiten

### Denkmalgeschützte Gebäude

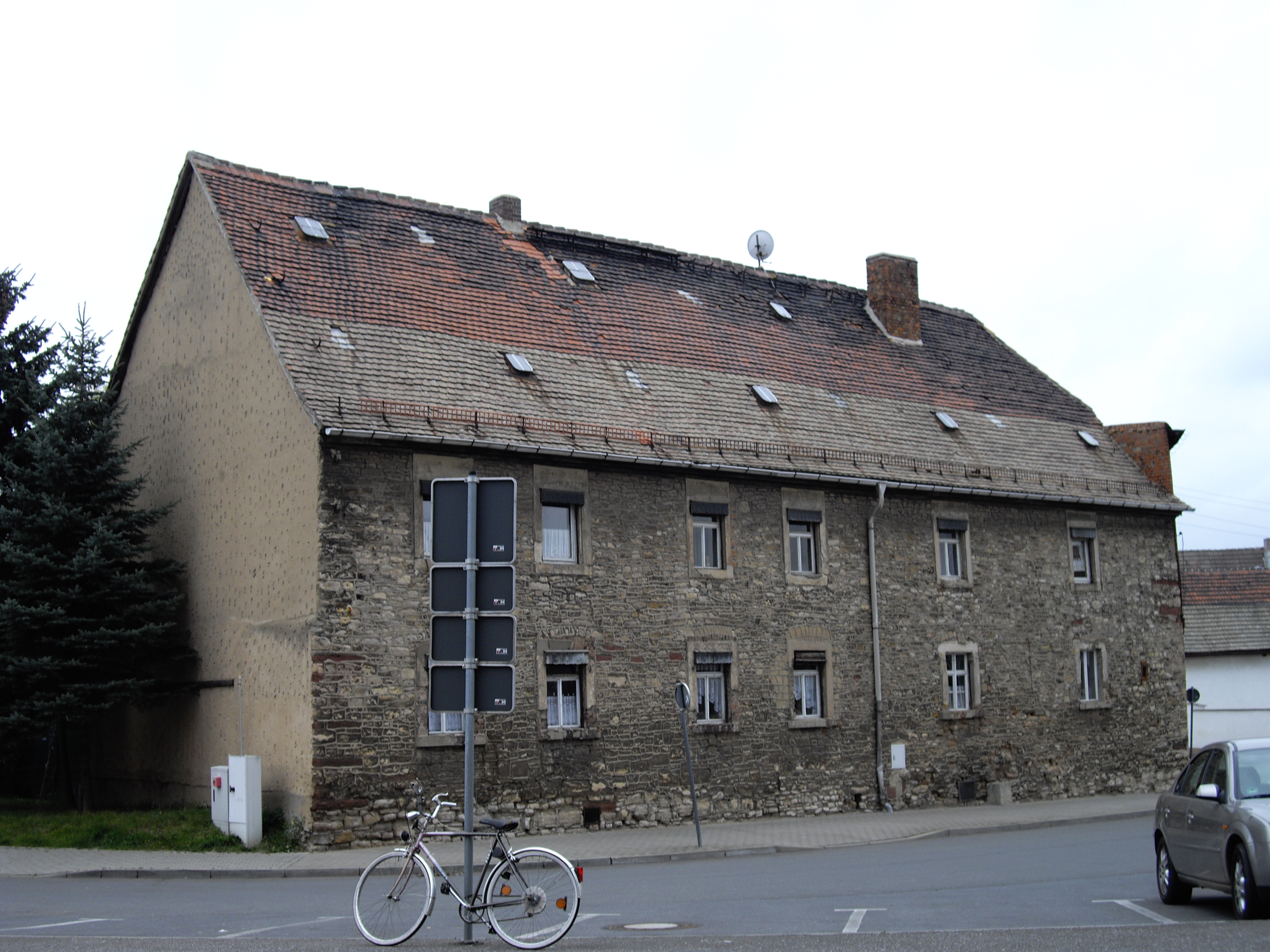
Altes Gehöft in Siersleben

- Die Feierhalle in der Klostermansfelder Straße ist eine Friedhofskapelle aus dem 19. Jahrhundert mit kleinem Saalbau in Fachwerk, einem Satteldach, reiche überwiegend gotisierende Dekoration durch Holz, Bleiglasfenster mit figürlichen Motiven und Mosaik.
- Die Kirche St. Andreas in der Augsdorfer Straße prägt mit ihrem Turm das Ortsbild. Der untere Teil des Bruchsteinbaus wurde um 1230, der obere um 1250 erbaut.
- Die Villa in der Klostermansfelder Straße: ist ein nahezu original erhaltenes Beispiel einer kleinen ländlichen Gründerzeitvilla mit städtischem Anspruch. Es existiert eine aufwendige Putzfassade mit geschweiftem Zwerchhausgiebel und Mittelerker. Die Fassade ist gegliedert durch Gesimse, Pilaster und Attikablindfenster. Die Seiten um 1900 sind deutlich einfacher gestaltet. Eingefriedet wurde durch einen bauzeitlich schmiedeeisernen Zaun.
- Der Bauernhof in der Schulstraße ist ein langgestreckter sechsachsiger zweigeschossiger Bruchsteinbau mit einem steilen Dach und Sandsteingewänden. Er ist weitgehend original erhalten und besitzt ein hofseitig verputztes Fachwerkobergeschoss. An der Hofseite befinden sich Toilettenerker aus der Zeit vor dem 19. Jahrhundert. Der Bauernhof wurde um 1900 überformt. Aus dieser Zeit ist auch das seitliche Torgebäude mit dem schmiedeeisernen Hoftor.
- Die Förderanlage des Niewandtschachtes, nördlich von Siersleben, ist östlich der B 180
- Der Schmalspurbahnhof der Mansfelder Bergwerksbahn (älteste betriebsfähige Schmalspurbahn Deutschlands)

### Gedenkstätten

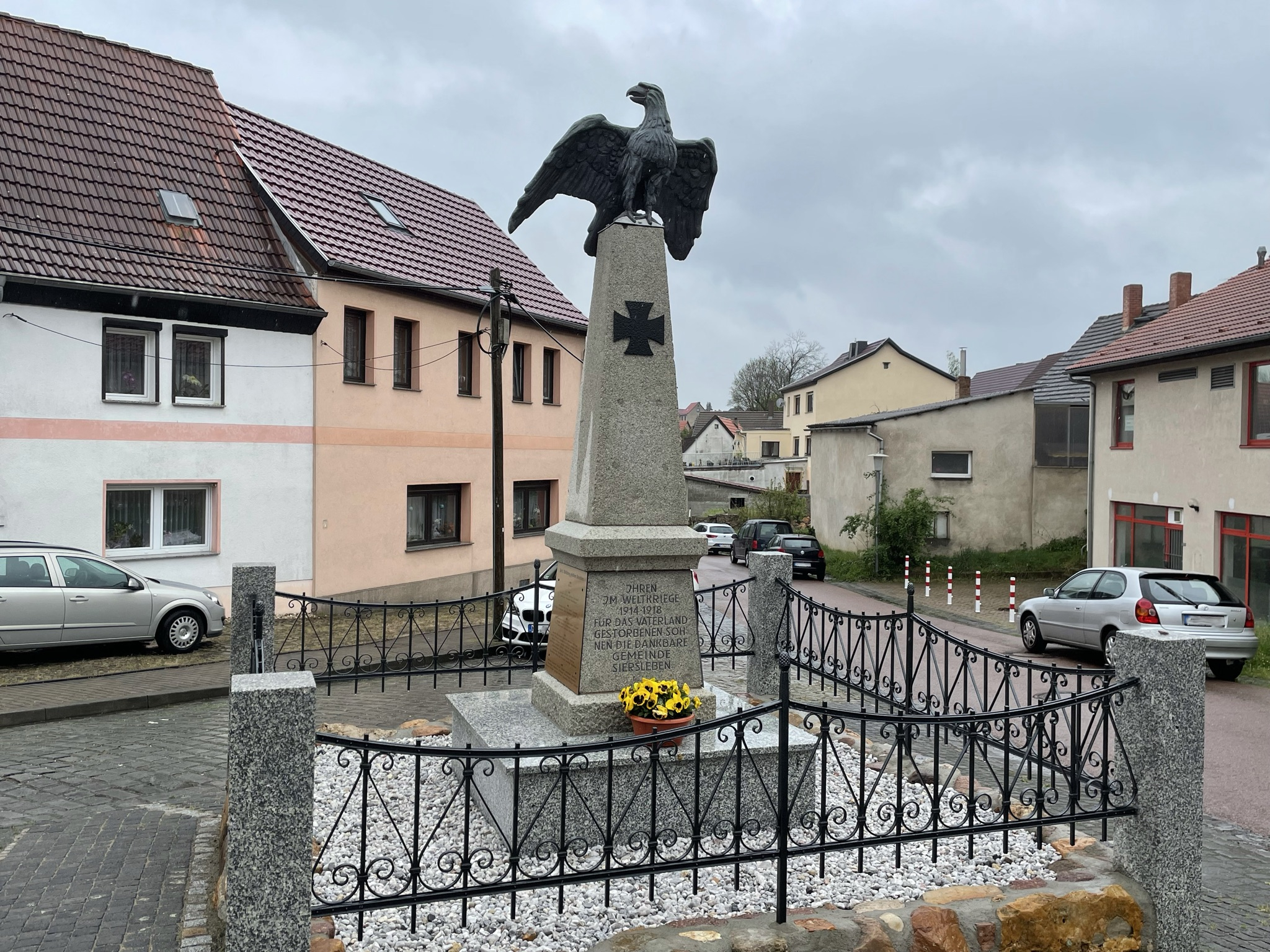
Restauriertes Kriegerdenkmal (2021)

- Denkmal auf dem Friedhof des Ortsteiles Thondorf für zwei polnische (nach anderen Angaben sowjetische) Kriegsgefangene, die bei der AG Kupferbergbau Opfer von Zwangsarbeit wurden.
- Kriegerdenkmal an der Ecke Schulstraße / Mittelstraße zu Ehren der Opfer der beiden Weltkriege in Form eines Obelisken mit Inschrift „Sei treu wie sie verzaget nicht“ und einer darauf stehenden, schwarzen Adlerskulptur. Durch eine Bürgerinitiative wurde dieses im Jahre 2020 restauriert.[22]

### Verein
Aus Siersleben kommt der Sportverein SV Teutonia 1920 Siersleben.
Der „Freie Schule Siersleben e.V“ hat sich im Oktober 2020 gegründet, um das Projekt einer eigenen Schule ab dem Schuljahr 2021/22 umzusetzen.

### Regelmäßige Veranstaltungen
In Siersleben finden regelmäßig Veranstaltungen statt, die von den verschiedenen Vereinen, der Freiwilligen Feuerwehr und der Kirchengemeinde des Dorfes organisiert werden. Alljährliche Veranstaltungen sind zum Beispiel das Weihnachtsfest und eine Feier zum 1. Mai am Teichplatz, und Osterfeuer auf dem Sportplatz. Auch in der Kirche werden verschiedene Feste gefeiert. Die Mehrzweckhalle bietet Ausstellungsfläche für Kaninchenschauen und ähnliche Ausstellungen.

## Söhne und Töchter des Ortes
- Gotthilf Heinrich Schnee (1761–1830), Pfarrer, schöngeistiger und landwirtschaftlicher Schriftsteller, Inaugurator des Wittenberger Lutherdenkmals
- Traugott Gotthilf Voigtel (1766–1843), Historiker und Bibliothekar
- Marie Ahlers (1898–1968), kommunistische Politikerin, MdR
- Wilhelm Brunner (1899–1944), Kommunalpolitiker
- Horst Hennig (1926–2020), Generalarzt, Opfer des Stalinismus